# Bonded
Bonded ist eine deutsche Thrash-Metal-Band aus Dortmund. Sie wurde vom ehemaligen Sodom-Gitarristen Bernd „Bernemann“ Kost gegründet.

## Geschichte
Im Januar 2018 gab die Band Sodom in Person von Sänger und Bassist Tom Angelripper die Trennung vom Gitarristen Bernd „Bernemann“ Kost und Schlagzeuger Markus „Makka“ Freiwald bekannt. Die beiden geschassten Musiker beschlossen daraufhin, eine neue Band zu gründen. Zweiter Gitarrist wurde Chris Tsitsis, der zuvor in den Bands Suicidal Angels und Exarsis spielte, während Marc Hauschild den Bass übernahm. Tsitis und Hauschild arbeiteten beide zuvor als Gitarrentechniker bei Sodom. Sänger der Band wurde nach langer Suche Ingo Bajonczak, der auch noch bei Assassin aktiv ist. Auch die Suche nach einem Bandnamen gestaltete sich als schwierig. Immer wenn eine Idee vorlag stellten die Musiker schnell fest, dass der Name schon vergeben ist. Schließlich fand man den Namen Bonded, was laut Kost kurz ist, gut klingt und ein starkes Statement darstellt.
Im September 2019 wurden Bonded vom Plattenlabel Century Media unter Vertrag genommen. Zusammen mit dem Produzenten Cornelius „Corny“ Rambadt nahm die Band ihr Debütalbum Rest in Violence auf, für das zahlreiche Ideen verwendet wurden, die Kost und Freiwald ursprünglich für Sodom geschrieben haben. Als Gastmusiker sind bei dem Titellied der Overkill-Sänger Bobby „Blitz“ Ellsworth und der ehemalige Kreator-Bassist Christian „Speesy“ Giesler zu hören. Im November 2019 spielten Bonded beim Festival Metal Hammer Paradise. Die Veröffentlichung von Rest in Violence erfolgte am 17. Januar 2020 und erreichte Platz 84 der deutschen Albumcharts. Am 12. November 2021 veröffentlichte die Band ihr zweites Studioalbum Into Blackness, das erneut von Cornelius „Corny“ Rambadt produziert wurde. Das Album stieg auf Platz 77 der deutschen Albumcharts ein.
Im Dezember 2021 gab Schlagzeuger Markus „Makka“ Freiwald seinen Ausstieg bekannt. Im Sommer 2022 trennten sich Bonded von Marc Hauschild und holten dafür den ehemaligen Kreator-Bassisten Christian „Speesy“ Giesler in die Band. Gitarrist Chris Tsitsis wurde durch Marco Stützer ersetzt, der zuvor unter anderem für Frantic und Flaming Anger tätig war. Sänger Ingo Bajonczak verließ im Mai 2023 die Band aus beruflichen und privaten Gründen. Sein Nachfolger wurde Manuel Bigus.

## Stil
Bonded werden dem Genre Thrash Metal zugeordnet. Philipp Gravenhorst vom Onlinemagazin Metal.de schrieb, dass Bonded den Weg des letzten mit Kost und Freiwald eingespielten Sodom-Albums Decision Day weitergehen, während Sodom sich mehr an ihren Glanzzeiten der 1980er Jahre orientierten. Dagegen würden Bonded erfrischenderweise mit einigen Thrash-Konventionen brechen. Marc Halupczok vom deutschen Magazin Metal Hammer beschrieb die Musik von Bonded als „experimentierfreundiger als Sodom“ und Ingo Bajonczaks Stimme als „variabler als die von Tom Angelripper“.
Sänger Ingo Bajonczak schreibt sozialkritische, aber auch von Horror und Science-Fiction inspirierte Texte. So handelt Je Suis Charlie vom Terroranschlag auf das Satiremagazin Charlie Hebdo. Galaxy M87 hingegen handelt von der fiktiven Reise von Menschen in die Galaxie Messier 87, wo 2019 erstmals ein Schwarzes Loch fotografiert wurde. Die Menschen reisen dorthin, um zu sehen, was sich hinter dem Schwarzen Loch verbirgt. Auf dem zweiten Album Into Blackness wurden vier Texte von dem Buch The Division of the Damned von Richard Rhys Jones inspiriert.

## Diskografie

### Alben
| Jahr | Titel Musiklabel               | Höchstplatzierung, Gesamtwochen, AuszeichnungChartsChartplatzierungen (Jahr, Titel, Musiklabel, Platzierungen, Wochen, Auszeichnungen, Anmerkungen) | Anmerkungen                             |
| Jahr | Titel Musiklabel               | DE | Anmerkungen                             |
| ---- | ------------------------------ | --- | --------------------------------------- |
| 2020 | Rest in Violence Century Media | DE84 (1 Wo.)DE | Erstveröffentlichung: 17. Januar 2020   |
| 2021 | Into Blackness Century Media   | DE77 (1 Wo.)DE | Erstveröffentlichung: 12. November 2021 |

### Musikvideos
- 2019: God Given
- 2019: Je Suis Charlie
- 2019: Suit Murderer
- 2021: Lillith (Queen of Blood)
- 2021: Watch (While the World Burns)